# 森あやみ
森 あやみ（もり あやみ、1999年〈平成11年〉11月11日 - ）は、日本のAV女優。C-more エンターテイメント所属。

## 略歴
2023年12月にFALENO専属女優としてAVデビュー。
2025年8月11日にFALENOの専属をはなれ企画単体女優になったことをXで報告。

## 人物
東京都出身。趣味・特技はホットヨガ、料理、クラシック・バレエ、ピアノ。クラシック・バレエは幼少時から高校生までやっていた。
AVデビュー前は地方局でアナウンサーをしていた。デビューのきっかけはセックスを経験してその気持ち良さを知り、AVでは様々な類のセックスを経験できると知ったから。
初体験は21歳の時に当時付き合っていた大学の先輩と彼の家で経験。デビューまでの経験人数は5人。
お酒を楽しむために日々運動に励んでおり、ハイボールなら無限に飲めるらしい。乾杯は生ビール（アサヒ派）

## 出演作品
◎はBD版発売作品。

### アダルトDVD
- 元地方局アナウンサー AV DEBUT ローカル放送局の朝の顔 森あやみ（1月11日、FALENO）※先行配信版は2023年12月16日リリース。
- 初めて尽くしのめっちゃイキ4本番 初体験6コーナースペシャル 森あやみ（2月8日、FALENO）※先行配信版は1月9日リリース。
- 元地方局アナウンサーがはじめての禁欲からの性欲解放もの凄いグラインド騎乗位 森あやみ（3月7日、FALENO）※先行配信版は2月5日リリース。
- 濃厚なキス音を奏でながら唾液を絡ませねっとりと求め合う濃密接吻SEX 森あやみ（4月11日、FALENO）※先行配信版は3月5日リリース。
- 人気女子アナの彼女と明朝までの16時間、肉欲のまま交わり続けるお忍び外泊デート 森あやみ（5月9日、FALENO）※先行配信版は4月7日リリース。
- 優しくて誠実な担任の先生は、童貞の教え子を捕食しまくるハレンチ女教師でした… 森あやみ（6月6日、FALENO）※先行配信版は5月5日リリース。
- 妻が通う教室のバレエ講師の弱みを握り性欲の捌け口にするいいなり軟体性交 森あやみ（7月11日、FALENO）※先行配信版は6月7日リリース。
- マジメで知的な家庭教師の大胆痴的な性交レクチャー 森あやみ（8月8日、FALENO）※先行配信版は7月11日リリース。
- 記録的な豪雨で帰宅困難となった人気女子アナとロケ先で相部屋…神舌フェラで朝まで逆NTRされた新人ADの僕。森あやみ（9月12日、FALENO）※先行配信版は8月16日リリース。
- ゼロ距離密着美脚を絡ませて挟んで抜いてくれるマーメイドメンズエステ 森あやみ（10月24日、FALENO）※先行配信版は9月21日リリース。
- 初恋の恩師が忘れられなかった私は好きでもない彼の息子と結婚し義父となった彼と夜な夜な求愛SEXに明け暮れています。 森あやみ（11月21日、FALENO）※先行配信版は10月18日リリース。
- 俺を見下した港区女子に六本木を二度と歩けなくさせる復讐の粘着性交 森あやみ（12月26日、FALENO）※先行配信版は11月17日リリース。

- 終電を逃して女上司の家で飲み直し… 無防備なノーブラ部屋着姿に興奮を抑えきれず、彼女に内緒で一晩中ヤリまくった 森あやみ（1月23日、FALENO）[7]※先行配信版は2024年12月28日リリース。
- 育ちが良いってだけで男にチヤホヤされてなんかムカつくから、ぶっ壊れるまでみんなで廻して理解らせてやった。森あやみ（2月20日、FALENO）※先行配信版は1月23日リリース。
- マゾメス肉便器落ち拘禁性交 ハイスペ美人CA森あやみ（4月24日、FALENO）※先行配信版は3月16日リリース。
- 亡き夫の父に迫られ肉棒で心の隙間を埋める禁断の背徳性交 森あやみ（5月22日、FALENO）※先行配信版は4月29日リリース。
- 集団弄り魔たちに毎朝2時間躾された軟体OL 森あやみ（7月24日、FALENO）※先行配信版は6月16日リリース。
- 不動産レディーのピタパンぷり尻誘惑に即アナル舐めから激バックピストン 森あやみ（8月21日、FALENO）※先行配信版は7月16日リリース。
- はだかのバレエ講師 森あやみ（2025年9月5日、プラネットプラス）

### web配信

#### FANZA
- あやみさん（2025年8月10日、電影シロウト）

### イメージDVD / BD
- Ayami Forest Attraction・森あやみ（2024年6月6日、Rebecca）◎
- Ayami2 そよ風サイクリング・森あやみ（2025年4月3日、REbecca）◎

### デジタル写真集
- ファレノALLSTARS 黄金ヌード伝説 週刊ポストデジタル写真集（1月4日、小学館、撮影：佐藤佑一）※FALENO専属女優6名によるデジタル写真集[8]。
- 森あやみ わがままビーナス vol.1 FRIDAYデジタル写真集（7月19日、講談社）
- 森あやみ わがままビーナス vol.2 オール未公開100カット超完全版 FRIDAYデジタル写真集（7月19日、講談社）
- 森あやみ 夢幻 vol.1 FRIDAYデジタル写真集（8月30日、講談社）
- 森あやみ 夢幻 vol.2 オール未公開100カット超完全版 FRIDAYデジタル写真集（8月30日、講談社）